# بيما (أريزونا)
بيما (بالإنجليزية: Pima, Arizona)‏ هي بلدة تقع في مقاطعة غراهام، أريزونا بولاية أريزونا في الولايات المتحدة. تبلغ مساحتها 6.6 (كم²)، وترتفع عن سطح البحر 865 م، بلغ عدد سكانها 2068 نسمة في عام 2007 حسب إحصاء مكتب تعداد الولايات المتحدة وتصل الكثافة السكانية فيها 297.7 نسمة/كم2.

## التركيبة السكانية
حدّد مكتب تعداد الولايات المتحدة بيانات التركيبة السكانية لبيما في تعداد الولايات المتحدة. في ما يلي، التركيبة السكانية حسب تعدادي 2000 و2010.

### تعداد عام 2000
بلغ عدد سكان بيما 1,989 نسمة بحسب تعداد عام 2000، وبلغ عدد الأسر 663 أسرة وعدد العائلات 521 عائلة مقيمة في البلدة. في حين سجلت الكثافة السكانية 104.4 نسمة لكل كيلومتر مربع (270.4/ميل2). وبلغ عدد الوحدات السكنية 735 وحدة بمتوسط كثافة قدره 38.6 لكل كيلومتر مربع (100.0/ميل2).
وتوزع التركيب العرقي للبلدة بنسبة 87.03% من البيض و0.15% من الأمريكيين الأفارقة و0.75% من الأمريكيين الأصليين و0.10% من الأمريكيين ذوي الأصول الآسيوية و9.85% من الأعراق الأخرى و2.11% من عرقين مختلطين أو أكثر و20.06% من الهسبانيون أو اللاتينيون من أي عرق.
بلغ عدد الأسر 663 أسرة كانت نسبة 44.8% منها لديها أطفال تحت سن الثامنة عشر تعيش معهم، وبلغت نسبة الأزواج القاطنين مع بعضهم البعض 63.3% من أصل المجموع الكلي للأسر، ونسبة 10.6% من الأسر كان لديها معيلات من الإناث دون وجود شريك،  بينما كانت نسبة 4.7% من الأسر لديها معيلون من الذكور دون وجود شريكة وكانت نسبة 21.4% من غير العائلات. تألفت نسبة 18.4% من أصل جميع الأسر من عدة أفراد يعيشون في نفس المنزل ونسبة 10.3% كانت تتألف من شخص يعيش بمفرده يبلغ من العمر 65 عاماً أو أكثر. وبلغ متوسط حجم الأسرة المعيشية 3.00، أما متوسط حجم العائلات فبلغ 3.43.
بلغ العمر الوسطي للسكان 30.1 عاماً. وكانت نسبة 34.3% من القاطنين تحت سن الثامنة عشر، وكانت نسبة 9.8% بين الثامنة عشر والرابعة والعشرين عاماً، ونسبة 23.4% كانت واقعةً في الفئة العمرية ما بين الخامسة والعشرين والرابعة والأربعين عاماً، ونسبة 18.3% كانت ما بين الخامسة والأربعين والرابعة والستين، ونسبة 14.2% كانت ضمن فئة الخامسة والستين عاماً فما فوق. يوجد لكل 100 أنثى 97.3 ذكر، ويوجد لكل 100 أنثى في الثامنة عشر من عمرها فما فوق 89.8 ذكر.
بلغ متوسط دخل الأسرة في البلدة 30,985 دولارًا، أما متوسط دخل العائلة فبلغ 34,900 دولارًا. وكان متوسط دخل الذكور 31,765 دولارًا مقابل 21,042 دولارًا للإناث. وسجل دخل الفرد الخاص بالبلدة 12,896 دولارًا. وكانت نسبة 15% من العائلات ونسبة 19.4% من السكان تحت خط الفقر، وكان من هؤلاء نسبة 25.3% تحت سن الثامنة عشر ونسبة 15.6% في الخامسة والستين من العمر وما فوق.

### تعداد عام 2010
بلغ عدد سكان بيما 2,387 نسمة بحسب تعداد عام 2010، وبلغ عدد الأسر 749 أسرة وعدد العائلات 623 عائلة مقيمة في البلدة. في حين سجلت الكثافة السكانية 125.2 نسمة لكل كيلومتر مربع (324.3/ميل2). وبلغ عدد الوحدات السكنية 870 وحدة بمتوسط كثافة قدره 45.6 لكل كيلومتر مربع (118.1/ميل2).
وتوزع التركيب العرقي للبلدة بنسبة 87.39% من البيض و0.38% من الأمريكيين الأفارقة و0.63% من الأمريكيين الأصليين و0.13% من الأمريكيين ذوي الأصول الآسيوية و0.13% من سكان جزر المحيط الهادئ و7.71% من الأعراق الأخرى و3.64% من عرقين مختلطين أو أكثر و20.95% من الهسبانيون أو اللاتينيون من أي عرق.
بلغ عدد الأسر 749 أسرة كانت نسبة 46.2% منها لديها أطفال تحت سن الثامنة عشر تعيش معهم، وبلغت نسبة الأزواج القاطنين مع بعضهم البعض 62.3% من أصل المجموع الكلي للأسر، ونسبة 14.7% من الأسر كان لديها معيلات من الإناث دون وجود شريك،  بينما كانت نسبة 6.1% من الأسر لديها معيلون من الذكور دون وجود شريكة وكانت نسبة 16.8% من غير العائلات. تألفت نسبة 15.1% من أصل جميع الأسر من عدة أفراد يعيشون في نفس المنزل ونسبة 8% كانت تتألف من شخص يعيش بمفرده يبلغ من العمر 65 عاماً أو أكثر. وبلغ متوسط حجم الأسرة المعيشية 3.19، أما متوسط حجم العائلات فبلغ 3.52.
بلغ العمر الوسطي للسكان 30.4 عاماً. وكانت نسبة 34.8% من القاطنين تحت سن الثامنة عشر، وكانت نسبة 9.1% بين الثامنة عشر والرابعة والعشرين عاماً، ونسبة 23.1% كانت واقعةً في الفئة العمرية ما بين الخامسة والعشرين والرابعة والأربعين عاماً، ونسبة 20.7% كانت ما بين الخامسة والأربعين والرابعة والستين، ونسبة 12.4% كانت ضمن فئة الخامسة والستين عاماً فما فوق. وتوزع التركيب الجنسي للسكان بنسبة 50.5% ذكور و49.5% إناث.

## وصلات خارجية
- The US50 - Cities and Towns in Arizona State
- Arizona Cities and Towns, Facts, Map, Flag, Colleges, Government, and More